# Michele Robotti
Michele Robotti (Alessandria, 2 ottobre 1890 – Rho, 27 aprile 1952) è stato un ciclista su strada italiano.
Professionista negli anni 1910 e negli anni 1920.

## Carriera
Ottenne come principale successo la vittoria alla Genova-Ventimiglia nel 1911. Partecipò undici volte al Giro d'Italia, portandolo a termine cinque volte, con un nono posto nel Giro d'Italia del 1926 come miglior risultato. Nel 1913 fu il primo della classifica isolati.

## Palmarès
- 1911

Genova-Ventimiglia

## Piazzamenti

### Grandi giri
- Giro d'Italia

1911: ritirato
1912: ritirato
1913: 13º
1914: ritirato
1924: 19º
1925: ritirato
1926: 9º
1927: 47º

### Classiche
- Milano-Sanremo

1917: 10º
1926: 19º
- Giro di Lombardia

1924: 8º
1928: 29º